# Coutouvre
Coutouvre is een gemeente in het Franse departement Loire (regio Auvergne-Rhône-Alpes). De plaats maakt deel uit van het arrondissement Roanne. Coutouvre telde op 1 januari 2022 1.067 inwoners.

## Geografie
De oppervlakte van Coutouvre bedroeg op 1 januari 2022 21,87 vierkante kilometer; de bevolkingsdichtheid was toen 48,8 inwoners per km².

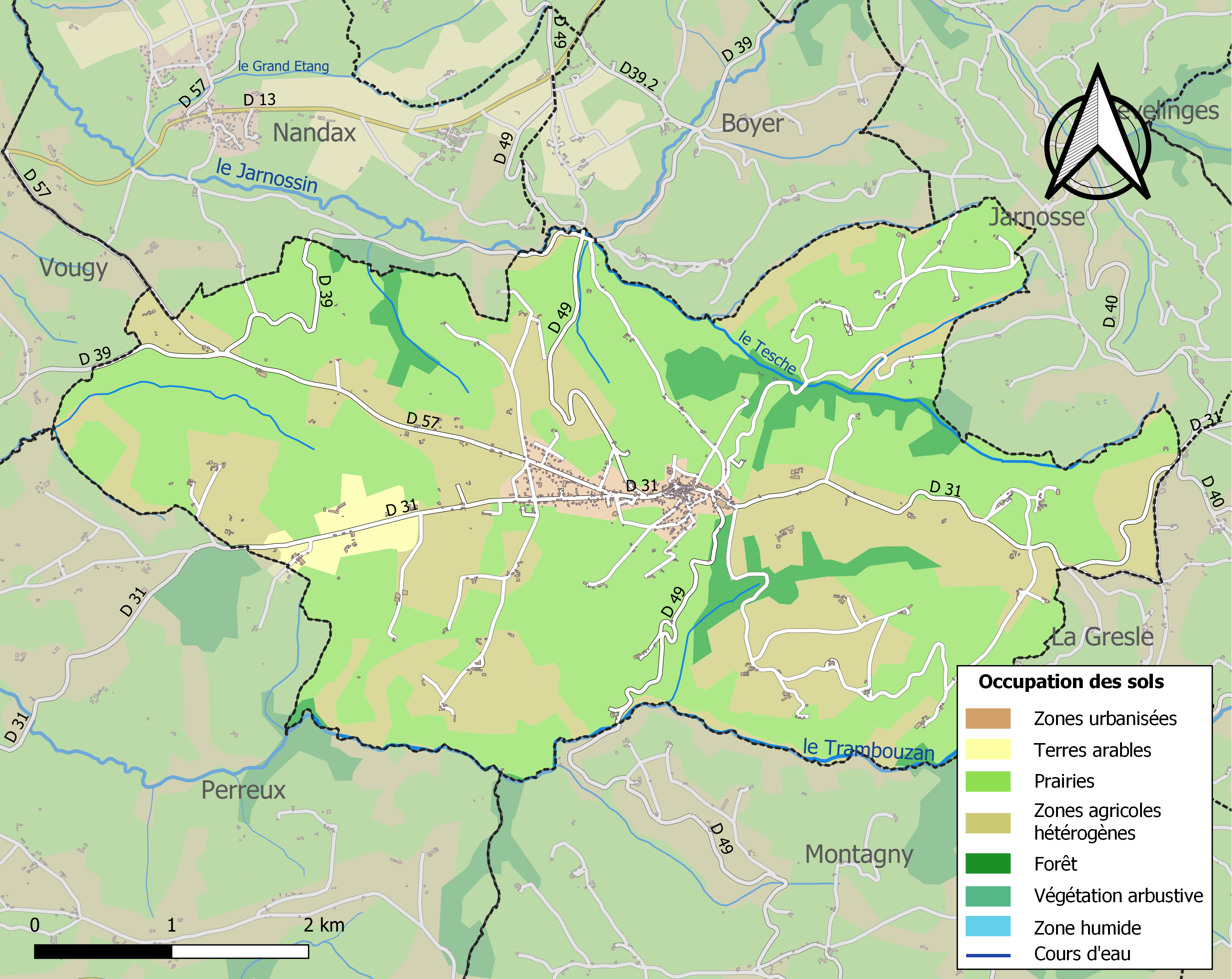
Kaart van de gemeente met de belangrijkste infrastructuur, bodemgebruik en omliggende gemeenten

## Demografie
Onderstaande figuur toont het verloop van het inwonertal (bron: INSEE-tellingen).